# Ratekau
Ratekau est une commune située dans l'arrondissement du Holstein-de-l'Est (Kreis Ostholstein), en Schleswig-Holstein, Allemagne.

## Géographie
La commune est constituée de villages localisés autour du lac de Hemmelsdorf, à proximité de la baie de Lübeck. Les plus grands villages sont Sereetz, Ratekau, Pansdorf et Techau.

### Villages
(Nombre d'habitants au 1er novembre 2008)
- Grammersdorf/Wilmsdorf, 91 habitants
- Häven, 110 habitants
- Hobbersdorf, 73 habitants
- Luschendorf, 422 habitants
- Offendorf/Kreuzkamp, 443 habitants
- Ovendorf, 234 habitants
- Pansdorf, 3534 habitants
- Ratekau, 4008 habitants
- Rohlsdorf, 114 habitants
- Ruppersdorf/Neuhof, 105 habitants
- Sereetz, 4464 habitants
- Techau, 1640 habitants
- Warnsdorf, 398 habitants